# Carl Levin
Carl Levin (ur. 28 czerwca 1934 w Detroit, Michigan, zm. 29 lipca 2021 tamże) – amerykański polityk, senator ze stanu Michigan (wybrany w 1978 i ponownie w 1984, 1990, 1996, 2002 i 2008), członek Partii Demokratycznej. W latach 2007–2015 przewodniczył senackiej Komisji Sił Zbrojnych. Pełnienie mandatu w Senacie USA zakończył 3 stycznia 2015.
Jego brat Sander Martin Levin był wieloletnim przedstawicielem stanu Michigan w Izbie Reprezentantów Stanów Zjednoczonych (w 2019 mandat po Sanderze Levinie objął jego syn Andy). 